# 초과산화 리튬
초과산화 리튬(Lithium superoxide)은 초산리튬(超酸-.), 리튬 초과산화물, 이산화리튬, 리튬 슈퍼옥사이드라고도 하며 15K~40K에서만 분리되는 화합물이다. 이 화합물은 적외선 분석(IR), 라만 분광법, 전자스핀공명, X-ray 분광학 등 다양한 이론적 방법으로 분석되는 불안정한 자유 라디칼이다.

## 구조
실험적연구는 초과산화리튬의 분자가 큰 이온 결합을 가지고 있다고 나타내며 18개의 값들은 6개의 동위원소를 이용해 이루어졌다. 또한, 이것은 끊임없는 힘 사이에 일정하게 찾아지는 O₂-이온이 두 산소원자들과 일치한다는 것과 LiO₂분자 안에 전자쌍을 공유하지 않는 것이 적다는 것을 보여준다.
O-O결합의 길이는 1.34Å으로 결정된다. 또, 간단한 결정구조 최적화를 사용해 Li-O 결합은 거의 2.10Å으로 계산된다. 초과산화리튬은 π 분자 오비탈 안에 이상전자를 주기 때문에 극히 반응성이 크다.
LiO₂분자들에 의해 형성되는 무리들을 간주하는 연구들이 꽤 있다. 가장 보편적인 2분자체는 케이지 이성질체에서 찾아졌다. 또, 이 분자는 단독 양추 구조를 가진다.

## 반응
리튬-이온 배터리 안에서 방전되는 동안 하나의 전자가 감소될 때 리튬 초과산화물은 다음 반응을 따른다.
Li++e-+O2→LiO2
이 생산물은 반응하고 과산화리튬 Li2O2을 만들어 낼 것이다:
2LiO2→Li2O2+O2
이 마지막 반응의 구조는 확실하지 않으며 화학자들은 어떤 반응이 일어나는지 이론의 발전시키는데 어려움을 겪고 있다.
이 반응을 행하는 완벽한 용액은 찾아지고 있으며 중요한 달성을 이루었다; 에테르- 그리고 아미드에 기초한 용액이 최근 들어 사용되나 이 화합물들은 손쉽게 산소와 반응하고 분해된다. 산소와의 반응에 저항하는 적절한 용액을 필요로 한다.

## 화합물의 존재
초과산화리튬은 대부분 재충전 가능한 리튬 배터리에 사용된다. 연구자들은 이 배터리들에 의해 생산되는 퍼텐셜 에너지에 기대를 두고 있다. -어떤 사람은 이를 내연기관에 비교하기도 한다. 한 연구는 알칼리금속의 초과산화물은 알칼리 금속이 대기 안에 있는 기능에 영향을 준다고 말한다. 알칼리 금속은 중권에서 두드러지게 나타나며 초과산화물들은 과한 양의 산소와 반응한 후에 찾아진다.
2016년 1월, 미국 아곤국립연구소에서 연구자들은 알맞은 그래핀 기반 음극을 사용함으로서 LiO2 결정을 Li-O2 배터리 안에서 안정시킬 수 있다고 주장했다.

## 같이 보기
- 산화 리튬
- 과산화 리튬